# New Order
New Order is een Engelse newwaveband uit Manchester, die in 1980 voortkwam uit Joy Division na de zelfmoord van hun voorman Ian Curtis.
De oorspronkelijke leden van New Order, Bernard Sumner (leadzanger), Peter Hook (bassist) en Stephen Morris (drums, percussie en elektronica) zijn allen afkomstig uit het na de dood van Ian Curtis opgeheven Joy Division. De band werd in oktober 1980 aangevuld met Gillian Gilbert (gitaar/synthesizer), echtgenote van Morris. In 2001 verliet Gillian Gilbert de groep om voor haar zieke dochter te zorgen en werd vervangen door Phil Cunningham. In 2007 stapte Peter Hook uit de band en werd in 2011 opgevolgd door Tom Chapman. Gitariste/toetseniste Gillian Gilbert keerde tevens in 2011 weer terug bij de band, waardoor New Order nu opereert als vijftal.

## Geschiedenis
New Order zette aanvankelijk de weg die met Joy Division was ingeslagen voort met melodieuze, donkere songs. Ze werden in het begin als nogal eigenzinnig en nukkig bestempeld. Ze gaven bijvoorbeeld geen interviews, weigerden toegiften te spelen en namen ook volledig afstand van het Joy Division-repertoire. Al gauw vonden ze hun eigen sound. New Order groeide uit tot een icoon van de new wave en het alternatieve circuit. Ze hebben een grote invloed gehad op techno. Zelf vonden ze inspiratiebronnen in bijvoorbeeld Kraftwerk.
New Order en Joy Division behoorden allebei tot de succesvolle artiesten op het Factory Records-label, dat onder leiding stond van Anthony Wilson. Samen met Factory financierde New Order de in Manchester gevestigde club The Haçienda. Ieder lid van de band is betrokken geweest bij andere groepen. Bernard Sumner speelde samen met Johnny Marr (gitarist van The Smiths) in Electronic. Peter Hook formeerde de bands Revenge en Monaco en Stephen Morris en Gillian Gilbert vormden toepasselijk The Other Two.
De basis van de muziek van New Order wordt gevormd door het gebruik van elektronica. Bekende hits zijn True Faith (1987) en Bizarre Love Triangle (1986). Hun 12" Blue Monday is de bestverkochte 12"-single aller tijden. De verpakking leek op een grote 5¼"-floppydisk. Dat was erg bewerkelijk, waardoor (volgens de band) op ieder exemplaar geld moest worden toegelegd. In verband met de wereldkampioenschappen voetbal van 1990 nam New Order (onder de naam EnglandNewOrder) World in Motion op als officieel lied voor het Engelse voetbalteam. Het nummer, een coproductie met komiek Keith Allen, werd een nummer 1-hit in het Verenigd Koninkrijk. De band was tussen 1993 en 2001 zo goed als niet actief. De bandleden hielden zich vooral bezig met hun nevenprojecten.
In de laatste jaren nam New Order minder afstand van het repertoire dat uit het Joy Division-tijdperk stamt. Bij concerten speelden ze vaak live-versies van klassiekers als Transmission, She's Lost Control en Love Will Tear Us Apart. De film 24 Hour Party People geeft een beeld van Factory en de bijbehorende bands tijdens hun hoogtijdagen, waaronder Joy Division en New Order. Met Get Ready uit 2001 verliet de band het oude spoor. De plaat leunt minder zwaar op synthesizers. Maar door de bas van Hook en de zang van Sumner klinkt Get Ready nog steeds als New Order. De single Crystal kwam in de hitlijsten terecht. In het in 2005 uitgebrachte Waitin' for the Siren's Call bouwde New Order verder op dit recept. In 2007 nam de band de (instrumentale) soundtrack voor de film Control (over het leven van Ian Curtis) op.
Na een tournee door het Verenigd Koninkrijk en Zuid-Amerika in de herfst van 2006 werden de geruchten steeds sterker dat de band er definitief mee zou ophouden. Op 4 mei 2007 kondigde Peter Hook in een radio-interview het einde van de groep aan. Dit werd op 9 mei 2007 bevestigd in Hooks eigen blog op MySpace. Het management en de andere bandleden ontkenden de split echter. Op 17 mei 2007 was de volledige band, inclusief Gillian Gilbert, samen in Cannes voor de première van de film Control.
In september 2011 kondigde de band aan weer te gaan optreden, in eerste instantie voor slechts twee zogenoemde liefdadigheidsconcerten ten behoeve van de ernstig zieke bevriende videoregisseur Michael Shamberg. Peter Hook was echter niet van de partij in Brussel en Parijs, waar de concerten plaatsvonden in oktober 2011. Gillian Gilbert was na tien jaar weer terug bij de band en de baspartijen werden overgenomen door Tom Chapman, voorheen bassist van de band Bad Lieutenant, waar hij tussen 2007 en 2010 al met New Order-leden Morris, Sumner en Cunningham samen in speelde.
De concerten waren zo'n groot succes dat New Order besloot voor het eerst sinds 2006 weer op wereldtournee te gaan, nu dus als vijftal.
Voormalig bassist Hook maakte grote bezwaren tegen het gebruik van de naam New Order. Bernard Sumner gaf vervolgens aan dat het Hook zelf was die in 2007 uit de band was gestapt. Peter Hook toert sinds 2010 met zijn eigen band The Light (inclusief zijn zoon Jack Bates) rond de wereld en speelt zowel Joy Division-klassiekers als New Order-werk.
Op 2 september 2014 werd bekendgemaakt dat New Order een contract had getekend met het platenlabel Mute Records. Op 22 juni 2015 maakte de band bekend dat op 25 september hun nieuwe album Music Complete zou verschijnen. Voor dit album werkte de band samen met onder anderen Iggy Pop en Brandon Flowers van The Killers. In de jaren daarna volgen vrij uitgebreide tournees door Noord- Midden- en Zuid-Amerika, Australië en Europa. In 2019 doet New Order voor het eerst sinds 34 jaar Nederland weer eens aan. De vorige keer was in 1985. In de zomer speelde New Order op het Lowlands Festival en in oktober 2019 volgde een uitverkocht concert in Amsterdam.

## Esthetiek
New Order, en Factory Records-producten in het algemeen, waren vaak gehuld in een minimalistische verpakking ontworpen door Peter Saville. Op de hoezen van New Order waren de bandleden zelden te zien. De lp Low-Life was de uitzondering die de regel bevestigde. Ook basale informatie zoals de naam van de band of de titel van de plaat ontbrak vaak. Songtitels waren vaak verborgen in de verpakking en stonden ofwel op de disc zelf (zoals bij de Confusion-single) of op een onopvallende plaats op de binnenhoes (single The Perfect Kiss). Saville dreef dit concept door op de NewOrderStory-video. Hij verklaarde dat het zijn bedoeling was om de band te verkopen als een soort "bekend geheim". De kenmerkende minimalistische stijl volstond voor de fans om de platen van de band te herkennen.
In de jaren tachtig gaf New Order hoogst zelden interviews. Later gaven ze als reden dat ze niet over Ian Curtis wilden praten. Hierdoor en door de hoesontwerpen van Peter Saville en door hun neiging om hun optredens kort te houden (zonder toegiften) had de band een reputatie van afstandelijkheid. In de jaren 90 werden ze wat opener. De hiervoor genoemde NewOrderStory bevat uitgebreide persoonlijke interviews.
New Order bracht een groot aantal songs op singles uit die niet op de albums zijn opgenomen. Singles werden in vele formaten uitgebracht en vaak met wisselende track lists en een exclusief design. Volgens Tony Wilson bracht Factory met opzet andere singles, lp's en compilaties uit in landen buiten het Verenigd Koninkrijk om het verzamelen aan te moedigen. Daardoor is de complete New Order-discografie voor de meeste fans veel te uitgebreid om de verzameling compleet te kunnen maken. Bovendien zijn de compilaties die Factory en andere labels uitbrachten notoir onvolledig. Singles bevatten vaak remixes. Veel songtitels van New Order hebben geen betrekking op de song zelf. In sommige gevallen worden songtitels verwisseld. De zin "This Time of Night" komt bijvoorbeeld voor in de song As It Is When It Was op het album Brotherhood, maar is de titel van een song op Low-Life. Andere songtitels zijn ontleend aan oude films (bijvoorbeeld Thieves Like Us, Age Of Consent en Cries and Whispers).
Bassist Peter Hook droeg in hoge mate bij aan de vorming van de "sound" van New Order door een heel eigen basgitaartechniek te ontwikkelen. Vaak speelde hij hoge melodieën en liet de lagere registers over aan keyboards of computers. Drummer Stephen Morris bespeelde regelmatig een mix van akoestische en elektronische drums en speelde vaak naadloos samen met computerpartijen. Alle bandleden konden van instrument wisselen en deden dat ook tijdens optredens. Dit is te zien op Jonathan Demmes video voor The Perfect Kiss en de concertvideo's Taras Shevchenko en Pumped Full of Drugs.

## Discografie

### Albums
| Album met eventuele hitnotering(en) in de Nederlandse Album Top 100 | Datum van verschijnen | Datum van binnenkomst | Hoogste positie | Aantal weken | Opmerkingen |
| ------------------------------------------------------------------- | --------------------- | --------------------- | --------------- | ------------ | ----------- |
| Power, Corruption and Lies                                          | 1983                  | 14-5-1983             | 11              | 13           |             |
| Low-Life                                                            | 1985                  | 15-6-1985             | 33              | 12           |             |
| Substance                                                           | 1987                  | 05-9-1987             | 42              | 6            |             |
| Technique                                                           | 1989                  | 11-2-1989             | 30              | 11           |             |
| Republic                                                            | 1993                  | 22-5-1993             | 58              | 7            |             |
| Get Ready                                                           | 2001                  | 8-9-2001              | 61              | 3            |             |
| Waiting for the Sirens' Call                                        | 2005                  | 2-4-2005              | 52              | 2            |             |
| Music Complete                                                      | 2015                  | 03-10-2015            | 10              | 4            |             |

| Single met hitnotering(en) in de Vlaamse Ultratop 50 | Datum van verschijnen | Datum van binnenkomst | Hoogste positie | Aantal weken | Opmerkingen |
| ---------------------------------------------------- | --------------------- | --------------------- | --------------- | ------------ | ----------- |
| Get Ready                                            | 2001                  | 15-9-2001             | 45              | 1            |             |
| Waiting for the Sirens' Call                         | 2005                  | 2-4-2005              | 32              | 6            |             |
| Lost Sirens                                          | 2013                  | 02-02-2013            | 192             | 1            |             |
| Music Complete                                       | 2015                  | 03-10-2015            | 22              | 9            |             |
| Σ(No12Klg17Mif) New Order + Liam Gillick: So It Goes | 2019                  | 20-07-2019            | 170             | 1            |             |
| Education Entertainment Recreation                   | 2021                  | 15-05-2021            | 53              | 1            |             |

### Singles
| Single met eventuele hitnotering(en) in de Nederlandse Top 40 | Datum van verschijnen | Datum van binnenkomst | Hoogste positie | Aantal weken | Opmerkingen                                                          |
| ------------------------------------------------------------- | --------------------- | --------------------- | --------------- | ------------ | -------------------------------------------------------------------- |
| Blue Monday / The Beach                                       | 1983                  | 21-5-1983             | 3               | 10           |                                                                      |
| Thieves Like Us                                               | 1984                  | 26-5-1984             | tip14           | 4            |                                                                      |
| The Perfect Kiss                                              | 1985                  | 8-6-1985              | tip2            | 4            |                                                                      |
| True Faith                                                    | 1987                  |                       |                 |              | #59 in de Nationale Hitparade Top 100                                |
| Blue Monday 1988                                              | 1988                  | 4-6-1988              | 5               | 8            | gebruikt voor commercial Mars / #4 in de Nationale Hitparade Top 100 |
| Regret                                                        | 1993                  | 8-5-1993              | tip             |              |                                                                      |

| Single met hitnotering(en) in de Vlaamse Ultratop 50 | Datum van verschijnen | Datum van binnenkomst | Hoogste positie | Aantal weken | Opmerkingen |
| ---------------------------------------------------- | --------------------- | --------------------- | --------------- | ------------ | ----------- |
| Blue Monday                                          | 1983                  | 28-5-1983             | 7               | 16           |             |
| Blue Monday 1988                                     | 1988                  | 18-6-1988             | 14              | 7            |             |

### NPO Radio 2 Top 2000
| Nummer met noteringen in de NPO Radio 2 Top 2000 | '00 | '01 | '02 | '03 | '04 | '05 | '06 | '07 | '08 | '09 | '10 | '11 | '12 | '13 | '14 | '15 | '16 | '17 | '18 | '19 | '20 | '21 | '22 | '23 | '24 |
| ------------------------------------------------ | --- | --- | --- | --- | --- | --- | --- | --- | --- | --- | --- | --- | --- | --- | --- | --- | --- | --- | --- | --- | --- | --- | --- | --- | --- |
| Blue Monday                                      | 497 | 442 | 495 | 475 | 466 | 548 | 483 | 792 | 545 | 622 | 768 | 760 | 478 | 424 | 455 | 462 | 421 | 424 | 354 | 399 | 422 | 417 | 448 | 463 | 482 |

1. ↑  Een vetgedrukt getal geeft de hoogste notering aan.
2. ↑  2000 was het eerste jaar met een notering voor dit nummer.